# Patrick Eshiba
Patrick Eshiba Kasemuana, né le 1er janvier 1992 à Kabinda en République démocratique du Congo, est un homme politique congolais et député à l'Assemblée nationale de la République Démocratique du Congo (RDC).

## Biographie
Patrick Eshiba Kasemuana est né le 1er janvier 1992 à Kabinda, dans la province de Lomami, en République Démocratique du Congo. Il est élu député de la circonscription de Tshangu, située dans la capitale, Kinshasa. Fort d’une formation et d’une expérience en gestion des ressources naturelles et en politique, il s'engage activement pour le développement durable de son pays, en particulier dans le domaine de l’environnement.
Il est membre du groupe parlementaire Alliance pour l'avènement d'un Congo prospère et grand et alliés (AACPG & Alliés), il est actuellement engagé dans la politique de son pays. Il siège à la Commission Environnement, tourisme, ressources naturelles et développement durable, où il travaille sur des questions essentielles liées à l'exploitation responsable des ressources naturelles et à la préservation de l'environnement.

## Engagement politique
En tant que député national, Patrick Eshiba a activement œuvré pour la mise en place de mesures visant à améliorer les conditions de vie des jeunes Congolais, notamment en abordant des questions liées à l'éducation et à la création d'emplois. Il a ainsi soutenu la proposition de création des écoles des métiers en RDC, une initiative qu'il considère essentielle pour résoudre le problème du chômage, qui touche près de 80 % de la population congolaise, en particulier les jeunes. Selon Eshiba, ces écoles permettraient de former des créateurs d'emplois plutôt que de simples demandeurs.
En juin 2024, Patrick Eshiba a salué la décision du gouvernement Suminwa de prendre en compte cette problématique en créant des écoles des métiers, affirmant que cette initiative contribuerait à réduire le chômage et l'analphabétisme, deux fléaux majeurs pour la jeunesse congolaise. Selon lui, cette mesure permettrait également de lutter contre la délinquance, en offrant des alternatives à l'oisiveté, qu’il considère comme la « mère de tous les vices ». Patrick Eshiba a déclaré : "Tous les jeunes n'ont pas la possibilité d'aller à l'université et tous n'ont pas le même moyen pour affronter les universités de la République, voilà pourquoi nous appuyons cette idée de la création des écoles de métiers pour essayer d'occuper cette jeunesse."